# بون غويتون
بون غويتون (بالإنجليزية: Boone Guyton)‏ هو كاتب سير ذاتية أمريكي، ولد في 4 سبتمبر 1913 في سانت لويس الشرقية ‏ في الولايات المتحدة، وتوفي في 4 أبريل 1996 في Woodbridge, Connecticut ‏ في الولايات المتحدة بسبب سرطان.